# 阿摩司

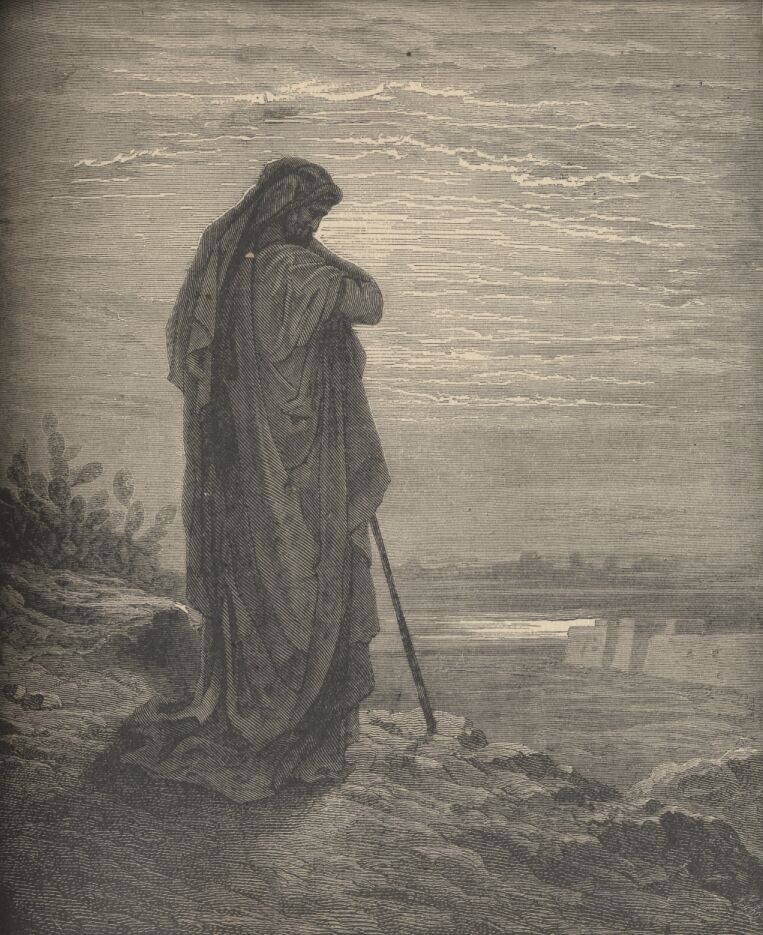
阿摩司的版畫像 (1891年)

阿摩司或譯亞毛斯（希伯來語：עָמוֹס；[ʿĀmôs] 错误：{{Lang}}：无效参数：|3=（帮助）），是以色列人的先知，《聖經·阿摩司書》的作者，十二小先知之一。「阿摩司」在希伯來語的意思为“負荷”或“挑重擔者”。
有關阿摩司的生平只在《阿摩司書》內記載：他本身是猶大王國在伯利恆南方的鄉村提哥亞的牧人，又是修理桑樹的農夫（1:1，7:14），却奉命到北方以色列王國傳警告。當時，猶大的王是烏西雅，以色列王是耶羅波安二世。
在東正教，阿摩司的瞻禮日在6月15日；在亞美尼亞使徒教會，他的瞻禮日在7月31日。